# Jigme Singye Wangchuck
Jigme Singye Wangchuck (født 11. november 1955 i Thimphu) var Bhutans konge 1972–2006. Han er søn af Jigme Dorji Wangchuck, og Jigme Singye Wangchuck eftertrådte sin far som monark den 21. juli 1972. Han abdicerede den 15. december 2006 til fordel for sin søn Jigme Khesar Namgyel Wangchuck.

## Familie
Jigme Singye Wangchuck er gift med fire dronninger, som er søstre med hinanden. Han har fem sønner og fem døtre. Flere af hans børn er uddannede i udlandet.

### Dronninger
- Hendes Majestæt Ashi Dorji Wangmo Wangchuck (født 1955, anden datter af Yab Ugen Dorji og Yum Thuiji Zam)
- Hendes Majestæt Ashi Tshering Pem Wangchuck (født 1957, tredje datter)
- Hendes Majestæt Ashi Tshering Yangdon Wangchuck (født 1959, fjerde datter)
- Hendes Majestæt Ashi Sangay Choden Wangchuck (født 1963, femte datter)

### Børn
- Hendes Kongelige Højhed Prinsesse Ashi Chimi Yamgzam Wangchuck, datter af Ashi Tshering Pem Wangchuck (1980)
- Hans Majestæt Kong Druk Gyalpo Jigme Khesar Namgyel Wangchuck, søn af Ashi Tshering Yangdön Wangchuck (1980)
- Hendes Kongelige Højhed Prinsesse Ashi Sonam Dechen Wangchuck, datter af Ashi Dorji Wangmo Wangchuck (1981)
- Hendes Kongelige Højhed Prinsesse Ashi Dechen Yangzam Wangchuck, datter af Ashi Tsering Yangdon Wangchuck (1981)
- Hendes Kongelige Højhed Prinsesse Ashi Kesang Choden Wangchuck, datter af Ashi Tshering Pem Wangchuck (1982)
- Hans Kongelige Højhed Prins Dasho Jigyel Ugyen Wangchuck, søn af Ashi Dorji Wangmo Wangchuck (1984)
- Hans Kongelige Højhed Prins Dasho Khamsum Singhye Wangchuck, søn af Ashi Sangay Choden Wangchuck (1985)
- Hans Kongelige Højhed Prins Dasho Jigme Dorji Wangchuck, søn af Ashi Tshering Yangdön Wangchuck (1986)
- Hendes Kongelige Højhed Prinsesse Ashi Euphelma Choden Wangchuck, datter af Ashi Sangay Choden Wangchuck (1993)
- Hans Kongelige Højhed Prins Dasho Ugyen Jigme Wangchuck, søn af Ashi Tshering Pem Wangchuck (1994)